# Пьотър Богатирьов
Пьотър Григориевич Богатирьов (на руски: Пётр Григо́рьевич Богатырёв) е съветски фолклорист, етнограф и преводач. Доктор хонорис кауза на Карловия университет в Прага и на Университета „Ян Амос Коменски“ в Братислава.

## Биография
Роден е на 28 януари 1893 г. в Саратов. През 1918 година завършва Историко-филологическия факултет на Московския университет.
През 1922-1939 г. работи като сътрудник в съветското посолство в Чехословакия и преподава в Университета „Коменски“ в Братислава. След връщането си в СССР през 1940 г. става професор в Московския държавен университет, където оглавява катедрата по фолклор в Московския институт по философия, литература и история. През 1941 г. защитава докторска дисертация на тема „Народния театър на чехите и словаците“. През 1943 г. става завеждащ Сектора по фолклора на Института по етнография на Академията на науките на СССР.
В края на 40-те години е подложен на гонения: уволнен е от Московския държавен университет и Академията на науките. През 1952-1959 г. преподава във Воронежкия държавен университет.
В края на 50-те години гоненията са прекратени и той започва работа като научен сътрудник на Института за световна литература на АН на СССР, а през 1964 г. отново е назначен за професор в Московския държавен университет.
Умира на 18 март 1971 г.
Негов син е поетът преводач Константин Богатирьов.

## Научна дейност
В началото на научната си дейност Богатирьов е изследовател на народните обреди и магически действия. Той организира няколко научни експедиции в Закарпатието, резултатите от които са обобщени в книгата „Магические действия, обряды и верования Закарпатья“ (1929). Изследва също народния театър. Има приноси и в сравнителния анализ на фолклора на различните славянски народи.
Активно участва в работата на Пражкия лингвистичен кръжок, чийто редовен член е.
Автор е на над 150 научни труда, посветени на народния театър, поетиката и семиотиката на фолклора. Заедно с това е и редактор и един от авторите на учебника „Русское народное поэтическое творчество“.
Богатирьов е автор на първия и превърнал се в класически превод на романа на Ярослав Хашек „Приключенията на добрия войник Швейк през Световната война“ на руски език.

## Литературен образ
Пьотър Богатирьов е герой в книгата на Виктор Шкловски „Зоо или Писма не за любовта“.

### Основни трудове
- Славянская филология в России за годы войны и революции. Берлин, 1923 (в съавторство с Роман Якобсон).
- Actes magiques, rites et croyances en Russie subcarpathique. Paris, 1929.
- Funkcie kroja na Moravskom Slovensku. Turciansky Sv. Martin. 1937.
- Lidové divadlo české a slovenské. Praha, 1940.
- „Фольклорные сказания об опришках Западной Украины“. – Советская этнография. М.; Л., 1941.
- Русское народное поэтическое творчество: Учебное пособие. М., 1954 (редактор).
- Некоторые задачи сравнительного изучения эпоса славянских народов. М., 1958.
- Словацкие эпические рассказы и лиро-эпические песни („Збойницкий цикл“). М., 1963.
- Вопросы теории народного искусства. М., 1971.

### За него
- Грацианская Н. П., Померанцева Э. В. „Петр Григорьевич Богатырев: Некролог.“ – Советская этнография, 1971, кн. 6, с. 175-178.
- Кравцов Н. И. „Петр Григорьевич Богатырев“. – Научные доклады высшей школы: Филологические науки. 1968, кн. 2, с. 133.
- Beneš В. P. „Bogatýrjov a strukturalismus“. – České lid. 1968, Čis. 4.
- Сорокина С. П. „П. Г. Богатырев и русская формальная школа“. – Архетипы в фольклоре и литературе. Кемерово, 1994.
- Усачёва В. В. „Духовная культура народов Карпатского региона в трудах П. Г. Богатырева“. – Славяноведение, 1994, кн. 3.
- Топорков А.Л., „Два издания книги П.Г. Богатырева „Магические действия, обряды и верования Закарпатья“ (1929/1971) в научном контексте ХХ века“, Антропологический форум, 2010, № 14, с. 127-159.